# Crises
Crises är ett musikalbum från 1983 av den engelske musikern och multiinstrumentalisten Mike Oldfield. Bland de medverkande vokalisterna på albumet kan märkas Maggie Reilly, Jon Anderson och Roger Chapman. Med spåret Moonlight Shadow åtnjöt Oldfield stor popularitet då låten toppade listor i länder som Norge, Sverige, Italien, Schweiz och Australien.
Albumet inleds med ett längre spår där Oldfield stundvis deltar vokalt. Spåret Taurus 3 ska vara en fortsättning på Taurus från albumet QE2 och Taurus 2 från albumet Five Miles Out.

## Låtlista
1. "Crises" – 20:53
2. "Moonlight Shadow" – 3:38
3. "In High Places" – 3:34
4. "Foreign Affair" – 3:52
5. "Taurus 3" – 2:26
6. "Shadow On The Wall" – 3:10